# الأرستقراطية الطبيعية
الأرستقراطية الطبيعية مفهوم وضعه توماس جيفرسون في عام 1813 يصف نخبة سياسية وهمية تستمد سلطتها من الموهبة والفضيلة (أو الجدارة). ما يميزها عن الأرستقراطيات التقليدية، التي يشير إليها بأنها أرستقراطيات اصطناعية، أن الأخيرة تمثل نخبة حاكمة تستمد سلطتها فقط من الوضع الوراثي أو الثروة والنسب. يعتبر جيفرسون الأرستقراطية الطبيعية أفضل من الأرستقراطية الاصطناعية، ويعتقد أن الحاكم المثالي يجب أن يكون من الأرستقراطية الطبيعية. توصف الأرستقراطية الطبيعية على أنها مرتبطة بمفهوم الجدارة.

## البوادر
طورت مفاهيم مماثلة في اليونان القديمة، إذ دعم كل من أفلاطون وأرسطو نوعًا من الحكم ينبغي فيه أن يحكم فقط الأكثر حكمة.

## الأرستقراطية الطبيعية والاصطناعية
نشأ هذا المفهوم في عام 1813 خلال مراسلة بين توماس جيفرسون وجون آدمز، اللذين كانا صديقين ولكنهما كانا منافسين سياسيين يحملان آراء متضاربة بشأن الدور الصحيح للحكومة. أسس جيفرسون حزب الديمقراطيين-الجمهوريين الليبرالي والشعبي، بينما كان آدمز عضوًا في حزب الفدراليين المحافظ، الذي فضل مصالح التجار الأثرياء والمصرفيين والذي دعم تعزيز دور الحكومة الوطنية بشكل أكبر. خاض الرجلان جدلًا حول طبيعة الأرستقراطية.
استنكر كلاهما النبلاء الوراثيين الموجودين في الممالك الأوروبية التقليدية، لكنهما اتفقا أيضًا على أن هناك نخبة طبيعية متفوقة من الأشخاص الذين هم الأكثر جدارة بالحكم في المجتمع. اعتقد آدمز أن أفضل الحكام هم الأثرياء الكبار، وذوو الميلاد العريق، والأذكياء، والأفذاذ، والجميلون. استدعى هذا الادعاء بالقول بأن الناس على مر التاريخ دائمًا تفضل هذه الصفات.
وافق جيفرسون آدمز على أنه يجب أن يحكم المجتمع فقط الأشخاص الأفضل، ميز بين الحكام الذين ينتمون إلى الأرستقراطية الطبيعية والحكام الذين ينتمون إلى الأرستقراطية الاصطناعية. بحسب جيفرسون، يمتلك أعضاء الأرستقراطية الطبيعية الفضيلة والمواهب، بينما يمتلك أعضاء الأرستقراطية الاصطناعية فقط الثروة والنسب. يعتبر أعضاء الأرستقراطية الطبيعية أفضل الحكام، ويعتقد أن مواهب الأرستقراطي الطبيعي يمكن أن تتحسن مع مرور الوقت:
«أنا أتفق معك فيما يتعلق بوجود أرستقراطية طبيعية بين البشر، وأن أسس هذه الأرستقراطية هي الفضيلة والمواهب. في السابق، كانت القوى الجسدية تمنح مكانًا بين الأرستقراطيين. لكن منذ اختراع البارود، أصبح بإمكان الضعفاء مثل الأقوياء امتلاك وسيلة للقتل عن بعد، وبالتالي أصبحت القوة البدنية، مثل الجمال وحسن المزاج واللباقة والإنجازات الأخرى، تعتبر مجرد أسباب ثانوية للتميز. هناك أيضًا أرستقراطية اصطناعية تستند إلى الثروة والنسب، دون الفضيلة أو المواهب، لأن مع هذه الصفات ستنتمي إلى الفئة الأولى. أعتبر الأرستقراطية الطبيعية هدية طبيعية ثمينة للتعليم والأمانات وحكومة المجتمع».
يرى جيفرسون أن الرب خلق الأرستقراطية الطبيعية، وأن أفضل الحكومات تسمح لأفضل الرجال بالحكم:
«بالفعل، كان من غير المتسق مع الخلق أن يخلق إنسان لملء منصب اجتماعي معين، وألا يوفر الفضيلة والحكمة بما يكفي لإدارة شؤون المجتمع. هل يمكننا أن نقول حتى أن هذا الشكل من أشكال الحكومة هو الأفضل الذي يوفر بشكل أكثر فعالية اختيارًا نقيًا لهؤلاء الأرستقراطيين الطبيعيين في مناصب الحكومة؟ الأرستقراطية الاصطناعية هي عنصر مضر في الحكومة، ويجب أن تتخذ تدابير لمنع صعودها».